# ゆめ太カンパニー
株式会社ゆめ太カンパニー（ゆめたカンパニー、英: YUMETA CO., LTD.）は、日本のアニメ制作会社。株式会社グラフィニカの完全子会社。日本動画協会準会員。
旧ゆめ太カンパニーとハルフィルムメーカーとの吸収合併により設立したTYOアニメーションズ（ティーワイオーアニメーションズ）が、2017年11月30日にグラフィニカにより買収され、当商号へ変更。
ここでは、旧ゆめ太カンパニーとTYOアニメーションズの歴史や作品についても記述する。

## 歴史

### 旧ゆめ太カンパニー時代
1986年3月5日にタマ・プロダクションを経てフリーランスとしてトランス・アーツ、東映動画などの作品に参加していたアニメーターの山口聰が「有限会社静岡アニメーション」（しずおかアニメーション）として設立。テレビアニメではスタジオぎゃろっぷやスタジオディーンの作品を中心にグロス請けする外注プロダクションとして参加した。
社名の「ゆめ太」は競馬好きの山口が応援していたビンゴユメタを捩って命名されたとOBの丸山修二が証言している。
ゆめ太カンパニーの名前が知られるようになったのは、アニメ業界を舞台にしたOVA『アニメーション制作進行くろみちゃん』によってである。監督の大地丙太郎が積極的にプロモーションを行い、アニメ雑誌「アニメージュ」でも制作の経緯が連載記事になり、キャラクターデザインの渡辺はじめによる4コマ漫画が連載された。元請制作はOVAのみに留まっていたが、2003年にはミニシリーズながら『まっすぐにいこう。』でテレビアニメの元請制作を行なった。2004年からは『遙かなる時空の中で-八葉抄-』でテレビシリーズに本格的に乗り出した。

### TYO傘下～TYOアニメーションズ時代
2005年、広告映像制作を行う株式会社ティー・ワイ・オー（以下、TYO）に買収され、ハルフィルムメーカーと共にTYOグループ傘下となる。
2009年7月、ゆめ太カンパニーを存続会社としてハルフィルムメーカーを吸収合併し、「株式会社TYOアニメーションズ」に商号変更した。その際、ハルフィルムメーカーから代表取締役として春田克典、取締役として佐藤順一らを迎えた。同年10月、春田が代表取締役およびTYO取締役を退任して退社し、資本金を2000万円から1000万円に減資した。佐藤は2011年に取締役を退任、その後も2016年まで所属していた。
TYOの意向に従い、旧ゆめ太カンパニー・ハルフィルムメーカー両社に分散していた業務・資産などの集約とコストダウン、及び企画・制作力の強化が図られており、合併後は2010年末頃まで元請制作において、一部を除きそれぞれの旧社名を制作ブランド名として使用した。以後、全作品が「TYOアニメーションズ」名義で制作が行われている。

### グラフィニカ傘下～新ゆめ太カンパニー時代
2017年11月30日付でグラフィニカの完全子会社となり、再び「株式会社ゆめ太カンパニー」に商号変更した。これにより、メモリーテックグループの一員となる。
2018年、あーとぼっくすが代表取締役の死去に伴い活動停止し清算されたことにより、作画・撮影スタッフの一部が移籍している。
2023年、ラインファームの事業停止に伴いスタッフの一部が移籍している。
2024年6月19日付で山口が代表取締役社長を退任し取締役会長に就任、後任の代表取締役社長には取締役を務めた後藤史臣が就任した。

## 作品履歴

### テレビアニメ
| 開始年 | 放送期間         | タイトル                                                         | 制作スタジオ         | 監督                    | アニメーション プロデューサー | 備考                                         |
| ------ | ---------------- | ---------------------------------------------------------------- | -------------------- | ----------------------- | ----------------------------- | -------------------------------------------- |
| 2003年 | 8月              | まっすぐにいこう。                                               | ゆめ太カンパニー     | 井硲清高                | 山口聰                        | 第1期                                        |
| 2004年 | 3月 - 4月        | まっすぐにいこう。                                               | ゆめ太カンパニー     | 井硲清高                | 山口聰                        | 第2期                                        |
| 2004年 | 10月 - 2005年3月 | 遙かなる時空の中で-八葉抄-                                       | ゆめ太カンパニー     | つなきあき              | 山口聰                        |                                              |
| 2006年 | 10月 - 2007年3月 | 金色のコルダ〜primo passo〜                                      | ゆめ太カンパニー     | 於地紘仁                | 山口聰                        |                                              |
| 2007年 | 12月28日         | 遙かなる時空の中で3 紅の月                                       | ゆめ太カンパニー     | 篠原俊哉                | 山口聰                        |                                              |
| 2008年 | 4月 - 6月        | ネオ アンジェリーク Abyss                                        | ゆめ太カンパニー     | 片貝慎                  | 山口聰                        |                                              |
| 2008年 | 7月 - 9月        | ネオ アンジェリーク Abyss -Second Age-                           | ゆめ太カンパニー     | 片貝慎                  | 山口聰                        |                                              |
| 2009年 | 3月 - 6月        | 金色のコルダ〜secondo passo〜                                    | ゆめ太カンパニー     | 於地紘仁                | 山口聰                        |                                              |
| 2009年 | 10月 - 12月      | ミラクル☆トレイン〜大江戸線へようこそ〜                          | ゆめ太カンパニー     | カサヰケンイチ          | 後藤史臣                      |                                              |
| 2010年 | 1月3日           | 遙かなる時空の中で3 終わりなき運命                               | ゆめ太カンパニー     | きみやしげる            | 後藤史臣                      |                                              |
| 2010年 | 4月 - 6月        | B型H系                                                           | ハルフィルムメーカー | 山本裕介                | 皆川護                        |                                              |
| 2011年 | 5月 - 2012年3月  | 毎日かあさん                                                     | TYOアニメーションズ  | 本郷みつる              | 後藤史臣 Ha Hae Ran           | 第97話から制作、共同制作：同友アニメーション |
| 2011年 | 10月 - 12月      | たまゆら〜hitotose〜                                             | TYOアニメーションズ  | 佐藤順一                | 皆川護                        |                                              |
| 2012年 | 4月 - 2013年2月  | 銀河へキックオフ!!                                               | TYOアニメーションズ  | 宇田鋼之介              | 後藤史臣                      |                                              |
| 2012年 | 7月 - 9月        | 超訳百人一首 うた恋い。                                          | TYOアニメーションズ  | カサヰケンイチ          | 皆川護                        |                                              |
| 2013年 | 5月 - 11月       | 踊り子クリノッペ                                                 | TYOアニメーションズ  | 片貝慎                  | N/A                           |                                              |
| 2013年 | 7月 - 9月        | たまゆら〜もあぐれっしぶ〜                                       | TYOアニメーションズ  | 佐藤順一                | 皆川護                        |                                              |
| 2014年 | 3月21日          | 戦国無双SP 真田の章                                              | TYOアニメーションズ  | 於地紘仁                | 後藤史臣                      |                                              |
| 2014年 | 4月 - 6月        | 金色のコルダ Blue♪Sky                                            | TYOアニメーションズ  | 於地紘仁（総） 名取孝浩 | 皆川護                        |                                              |
| 2014年 | 10月 - 12月      | オオカミ少女と黒王子                                             | TYOアニメーションズ  | カサヰケンイチ          | 漆山淳                        |                                              |
| 2015年 | 1月 - 3月        | 戦国無双                                                         | TYOアニメーションズ  | 於地紘仁                | 後藤史臣 橋本信太郎           | 共同制作：手塚プロダクション                 |
| 2015年 | 8月 - 9月        | ゆるゆり なちゅやちゅみ!+                                        | TYOアニメーションズ  | 畑博之                  | 後藤史臣                      |                                              |
| 2015年 | 10月 - 12月      | ゆるゆり さん☆ハイ!                                              | TYOアニメーションズ  | 畑博之                  | 後藤史臣                      |                                              |
| 2016年 | 4月 - 6月        | テラフォーマーズ リベンジ                                        | TYOアニメーションズ  | 福田道生                | 里見哲朗 漆山淳               | 共同制作：ライデンフィルム                   |
| 2017年 | 8月25日、27日    | アニメドキュメント「女川中バスケ部 5人の夏」                     | TYOアニメーションズ  | 宇田鋼之介              | 後藤史臣                      | 製作・実写パート制作：NHKエンタープライズ    |
| 2018年 | 4月 - 9月        | あっくんとカノジョ                                               | ゆめ太カンパニー     | 片貝慎                  | 加百優喜雄                    |                                              |
| 2018年 | 10月 - 12月      | 狐狸之声                                                         | ゆめ太カンパニー     | 於地紘仁                | 漆山淳                        |                                              |
| 2019年 | 7月 - 9月        | Re:ステージ! ドリームデイズ♪                                     | ゆめ太カンパニー     | 片貝慎                  | 後藤史臣                      | 共同制作：グラフィニカ                       |
| 2021年 | 10月 - 12月      | マブラヴ オルタネイティヴ                                        | ゆめ太カンパニー     | 西本由紀夫              | 野邉伸泰 加百優喜雄 下山博嗣  | 共同制作：FLAGSHIP LINE、グラフィニカ        |
| 2022年 | 1月 - 6月        | CUE!                                                             | ゆめ太カンパニー     | 片貝慎                  | 後藤史臣                      | 共同制作：グラフィニカ                       |
| 2022年 | 7月 - 9月        | 東京ミュウミュウ にゅ〜♡                                         | ゆめ太カンパニー     | 名取孝浩                | 加百優喜雄                    | 共同制作：グラフィニカ                       |
| 2022年 | 10月 - 12月      | マブラヴ オルタネイティヴ（第2期）                               | ゆめ太カンパニー     | 西本由紀夫              | 下山博嗣 後藤史臣             | 共同制作：FLAGSHIP LINE、グラフィニカ        |
| 2023年 | 4月 - 6月        | 東京ミュウミュウ にゅ〜♡（第2期）                                | ゆめ太カンパニー     | 名取孝浩                | 加百優喜雄                    | 共同制作：グラフィニカ                       |
| 2024年 | 7月 - 9月        | 新米オッサン冒険者、最強パーティに死ぬほど鍛えられて無敵になる。 | ゆめ太カンパニー     | 片貝慎                  | 後藤史臣                      |                                              |

### 劇場アニメ
| 公開年 | タイトル                                 | 監督     | アニメーション プロデューサー | 備考                                                                 |
| ------ | ---------------------------------------- | -------- | ----------------------------- | -------------------------------------------------------------------- |
| 2006年 | 劇場版 遙かなる時空の中で 舞一夜         | 篠原俊哉 | 山口聰                        |                                                                      |
| 2020年 | デジモンアドベンチャー LAST EVOLUTION 絆 | 田口智久 | 漆山淳                        |                                                                      |
| 2020年 | みちるレスキュー!                        | 於地紘仁 | 後藤史臣                      | 2019年度若手アニメーター育成プロジェクト「あにめたまご2020」参加作品 |
| 2023年 | デジモンアドベンチャー02 THE BEGINNING   | 田口智久 | 漆山淳                        |                                                                      |

### OVA
| 発売年 | タイトル                                                       | 制作スタジオ         | 監督       | アニメーション プロデューサー | 備考                 |
| ------ | -------------------------------------------------------------- | -------------------- | ---------- | ----------------------------- | -------------------- |
| 2000年 | アンジェリーク 白い翼のメモワール                              | ゆめ太カンパニー     | 清水明     | N/A                           |                      |
| 2001年 | アンジェリーク ～聖地より愛をこめて～                          | ゆめ太カンパニー     | 清水明     | 山口聰                        |                      |
| 2002年 | アニメーション制作進行くろみちゃん                             | ゆめ太カンパニー     | 大地丙太郎 | 山口聰                        |                      |
| 2004年 | アニメーション制作進行くろみちゃん「日本のアニメは私が作る!2」 | ゆめ太カンパニー     | 大地丙太郎 | 山口聰                        |                      |
| 2005年 | アンジェリーク                                                 | ゆめ太カンパニー     | 磨積良亜澄 | 山口聰                        |                      |
| 2010年 | ムダヅモ無き改革 -The Legend of KOIZUMI-                       | TYOアニメーションズ  | 水島努     | 漆山淳                        |                      |
| 2010年 | たまゆら                                                       | ハルフィルムメーカー | 佐藤順一   | 皆川護                        |                      |
| 2012年 | わんおふ -one off-                                             | TYOアニメーションズ  | 佐藤順一   | 皆川護 漆山淳                 |                      |
| 2014年 | ゆるゆり なちゅやちゅみ!                                       | TYOアニメーションズ  | 畑博之     | 後藤史臣                      |                      |
| 2015年 | ARIA The AVVENIRE                                              | TYOアニメーションズ  | 佐藤順一   | 皆川護                        |                      |
| 2015年 | たまゆら〜卒業写真〜                                           | TYOアニメーションズ  | 佐藤順一   | 皆川護 →山口聰                | -2016年              |
| 2018年 | 怪獣娘（黒）〜ウルトラ怪獣擬人化計画〜                         | ゆめ太カンパニー     | 山本靖貴   | N/A                           | 期間限定劇場公開作品 |
| 2019年 | デジモンアドベンチャー20th メモリアルストーリー                | ゆめ太カンパニー     | 名取孝浩   | N/A                           | -2020年              |

### Webアニメ
| 配信年 | タイトル                                                | 監督                                | アニメーション プロデューサー | 備考                                           |
| ------ | ------------------------------------------------------- | ----------------------------------- | ----------------------------- | ---------------------------------------------- |
| 2011年 | +チック姉さん                                           | 水島努                              | 漆山淳                        | 共同制作：バーナムスタジオ                     |
| 2016年 | イマノワタシニデキルコト…                               | N/A                                 | N/A                           |                                                |
| 2019年 | キャノン・バスターズ                                    | ラショーン・トーマス（総） 名取孝浩 | 後藤史臣                      | 共同制作：サテライト Netflixオリジナル作品     |
| 2023年 | 終末のワルキューレII                                    | 大久保政雄                          | 漆山淳 平澤直                 | 共同制作：グラフィニカ Netflixオリジナル作品   |
| 2025年 | ディズニー ツイステッドワンダーランド ザ アニメーション | 名取孝浩（総） 片貝慎               | 未公表                        | 共同制作：グラフィニカ Disney+オリジナル作品   |
| 未公表 | 終末のワルキューレⅢ                                     | 初見浩一                            | 未公表                        | 共同制作：MARU animation Netflixオリジナル作品 |

### 制作協力
| 年     | タイトル                                         | 制作元請                                                    | 備考             |
| ------ | ------------------------------------------------ | ----------------------------------------------------------- | ---------------- |
| 1994年 | 覇王大系リューナイト                             | サンライズ                                                  |                  |
| 1994年 | 赤ずきんチャチャ                                 | ぎゃろっぷ                                                  |                  |
| 1995年 | ナースエンジェルりりかSOS                        | ぎゃろっぷ                                                  |                  |
| 1995年 | 鬼神童子ZENKI                                    | スタジオディーン                                            |                  |
| 1995年 | 忍たま乱太郎                                     | 亜細亜堂                                                    |                  |
| 1996年 | るろうに剣心 -明治剣客浪漫譚-                    | ぎゃろっぷ（66話まで制作） スタジオディーン（67話から制作） |                  |
| 1996年 | 地獄先生ぬ〜べ〜                                 | 東映アニメーション                                          |                  |
| 1996年 | エルフを狩るモノたち                             | グループ・タック                                            |                  |
| 1997年 | 少女革命ウテナ                                   | J.C.STAFF                                                   |                  |
| 1997年 | るろうに剣心 -明治剣客浪漫譚- 維新志士への鎮魂歌 | ぎゃろっぷ                                                  |                  |
| 1998年 | おじゃる丸                                       | ぎゃろっぷ                                                  |                  |
| 1998年 | LEGEND OF BASARA                                 | ケイエスエス                                                |                  |
| 1998年 | デビルマンレディー                               | 東京ムービー                                                |                  |
| 1998年 | SHADOW SKILL -影技-                              | スタジオディーン                                            |                  |
| 1998年 | EAT-MAN'98                                       | スタジオディーン                                            |                  |
| 1999年 | 仙界伝 封神演義                                  | スタジオディーン                                            |                  |
| 1999年 | るろうに剣心 -明治剣客浪漫譚- 追憶編             | スタジオディーン                                            |                  |
| 1999年 | 頭文字D Second Stage                             | パステル                                                    |                  |
| 1999年 | 魔術士オーフェン                                 | J.C.STAFF                                                   |                  |
| 1999年 | 劇場版ポケットモンスター 幻のポケモン ルギア爆誕 | OLM                                                         |                  |
| 2000年 | 劇場版ポケットモンスター 結晶塔の帝王 ENTEI      | OLM                                                         |                  |
| 2000年 | 今、そこにいる僕                                 | AIC                                                         |                  |
| 2000年 | 遊☆戯☆王デュエルモンスターズ                     | ぎゃろっぷ                                                  |                  |
| 2001年 | こちら葛飾区亀有公園前派出所                     | ぎゃろっぷ                                                  |                  |
| 2002年 | 名探偵コナン                                     | 東京ムービー                                                |                  |
| 2002年 | あたしンち                                       | シンエイ動画                                                |                  |
| 2005年 | アイシールド21                                   | ぎゃろっぷ                                                  |                  |
| 2009年 | 毎日かあさん                                     | ぎゃろっぷ                                                  |                  |
| 2009年 | 鋼の錬金術師 FULLMETAL ALCHEMIST                 | ボンズ                                                      | -2010年          |
| 2010年 | おおきく振りかぶって 〜夏の大会編〜              | A-1 Pictures                                                |                  |
| 2010年 | いちばんうしろの大魔王                           | アートランド                                                |                  |
| 2010年 | 迷い猫オーバーラン!                              | AIC                                                         |                  |
| 2010年 | 侵略!イカ娘                                      | ディオメディア                                              |                  |
| 2011年 | カードファイト!! ヴァンガード                    | トムス・エンタテインメント                                  |                  |
| 2011年 | Rio RainbowGate!                                 | ジーベック                                                  |                  |
| 2013年 | よんでますよ、アザゼルさん。Z                    | Production I.G                                              |                  |
| 2013年 | 鉄人28号ガオ!                                    | エイケン                                                    |                  |
| 2015年 | 新あたしンち                                     | シンエイ動画                                                |                  |
| 2016年 | マクロスΔ                                        | サテライト                                                  |                  |
| 2016年 | ぼのぼの                                         | エイケン                                                    |                  |
| 2016年 | 刀剣乱舞-花丸-                                   | 動画工房                                                    |                  |
| 2016年 | タイムボカン24                                   | タツノコプロ                                                |                  |
| 2016年 | 君の名は。                                       | コミックス・ウェーブ・フィルム                              |                  |
| 2017年 | ひとりじめマイヒーロー                           | エンカレッジフィルムズ                                      |                  |
| 2017年 | UQ HOLDER! 〜魔法先生ネギま!2〜                  | J.C.STAFF                                                   |                  |
| 2021年 | ひぐらしのなく頃に業                             | パッショーネ                                                |                  |
| 2021年 | 終末のワルキューレ                               | グラフィニカ                                                |                  |
| 2023年 | 葬送のフリーレン                                 | マッドハウス                                                | 13話・18話・22話 |
| 2025年 | 誰ソ彼ホテル                                     | ピー・アール・エー                                          |                  |

### その他
| 年     | タイトル                                                              | 備考                               |
| ------ | --------------------------------------------------------------------- | ---------------------------------- |
| 2010年 | シックスハートプリンセス                                              | イベント上映用アニメ、OP・予告制作 |
| 2024年 | 和田光司「Butter-Fly」デジモンアドベンチャー 25周年記念スペシャルPV   | アニメーションPV                   |
| 2025年 | デジモンアドベンチャー 25周年記念PV「デジモンアドベンチャー-BEYOND-」 | アニメーションPV                   |

## 関連人物

### アニメーター・演出家
- 加々美高浩
- 藤岡真紀
- 林明美
- 田頭しのぶ
- 小林利充
- 藤井まき
- 山中純子

- 玉野陽美
- 音地正行
- 丸山修二
- つなきあき
- 関崎高明
- 高橋和徳

### 制作
- 山口聰（創業者、代表取締役社長→取締役会長）
- 後藤史臣（取締役→代表取締役社長・アニメーション制作総括）
- 漆山淳（取締役・チーフプロデューサー）
- 平澤直（取締役〈非常勤〉）
- 中嶋剛（監査役）
- 皆川護
- 加百優喜雄